# Macizo de Brandberg

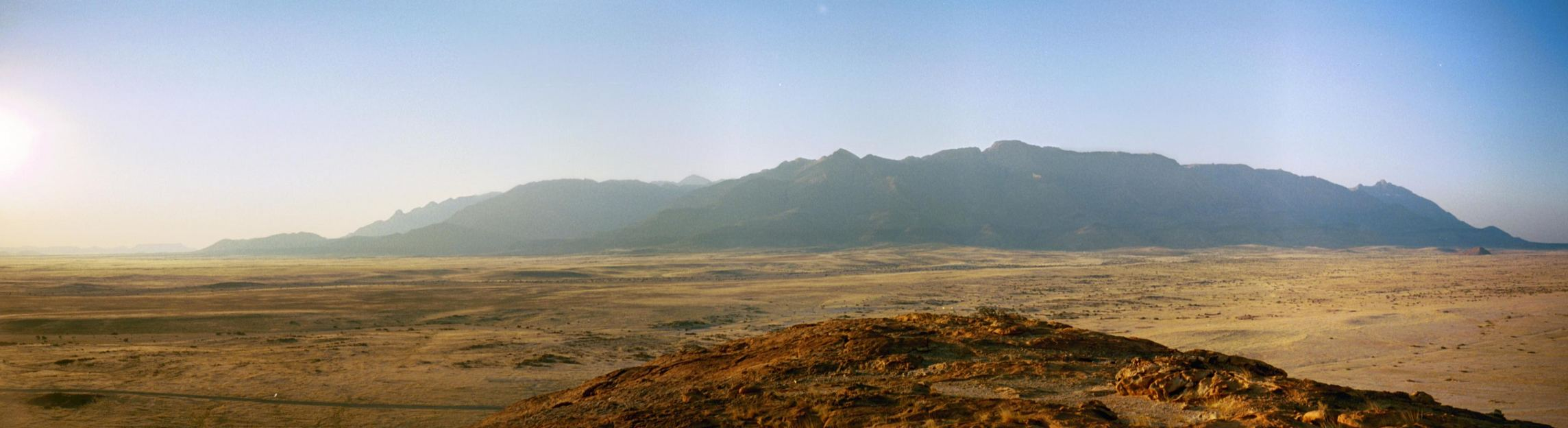
El Macizo Brandberg visto desde el sur en el ocaso.

Brandberg (Damara: Dâures; Herero: Omukuruvaro) es la montaña más alta de Namibia, próxima al poblado minero de Uis.
El macizo de Brandberg está localizado en Damaraland, en el noroeste del desierto del Namib, cerca de la costa, y cubre un área de aproximadamente 650 kilómetros cuadrados. Su punto más alto es el Königstein (o "Piedra del Rey" en alemán) a 2573 m sobre el nivel del mar, a 1800 m por encima de las llanuras lisas de grava del Namib, cuando hace buen tiempo 'el Brandberg' puede ser visto desde una gran distancia.
Hay varias rutas que conducen a la cima, la más fácil es remontando el valle del río Ga’aseb, pero también hay otras rutas incluidas en los valles de Hungurob y del valle del río Tsisab.
La localidad más cercana es Uis ubicada a aproximadamente a 30 kilómetros de la montaña, junto a la Ruta C-35.

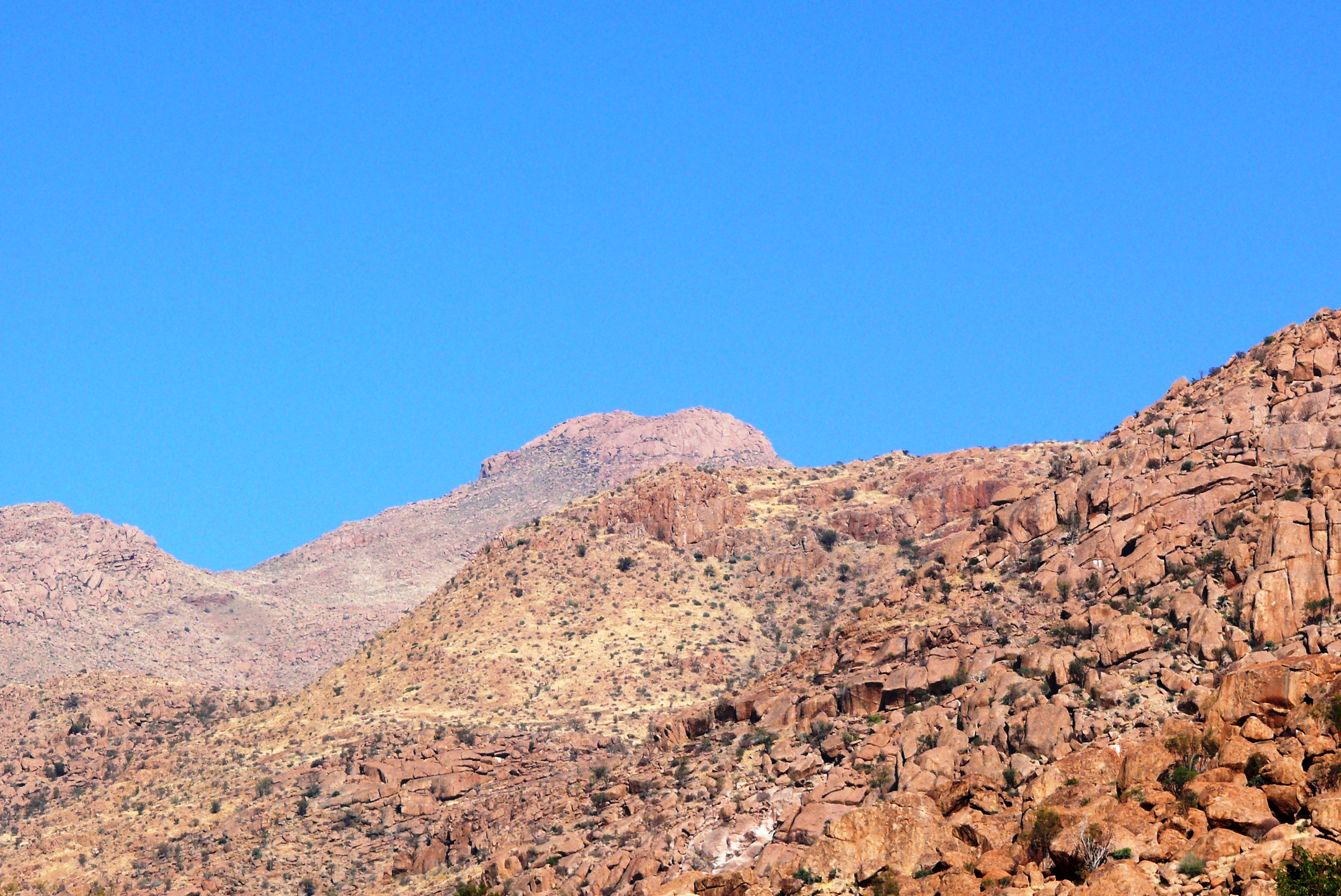
El Königstein, es el punto más alto de la Montaña Brandberg

## Origen del Nombre
El nombre Brandberg significa 'Montaña de Fuego' en alemán que proviene del brillante color que a veces es visto cuando el sol se pone. El nombre de esta montaña para el pueblo Damara es Dâures, que significa 'Montaña Ardiente', mientras que el nombre herero para la montaña es Omukuruvaro que significa la 'Montaña de los Dioses'.

## Geología
El macizo Brandberg o la Intrusión Brandberg corresponde a una intrusión granítica, que forma un macizo con forma de domo. Se originó en la era Cretácica temprana que permitió el surgimiento del Rif del océano Atlántico Sur. Bajo la técnica de datación de Argón-argón, corresponde a una edad entre los 132 y 130 millones de años.
La roca plutónica dominante es homogénea de grano medio. Al interior oeste del macizo (Naib Gorge), un cuerpo de 2 kilómetros de diámetro del cojín de piroxeno se encuentra monzonita. Las rocas más jóvenes se basan en cortes cruzados de granito arfvedsonita en la periferia del Macizo Brandberg que aflora en el valle de Amis. El granito arfvedsonita contiene minerales ricos en elementos raros en la tierra tales como Pirocloro y Bastnasita. Restos de rocas volcánicas del Cretácico se encuentran preservadas en un collar en las márgenes oeste y sur del macizo. Su ángulo de profundidad incrementa hasta donde los clastos y la roca se encuentran con el granito formando una brecha magmática. Los orígenes de los magmas que formaron la intrusión Brandberg están relacionados con la ubicación del manto de la deriva del magma basáltico durante el quiebre que dejó una mezcla parcial de rocas corticales resultando un híbrido de magma granítico. La erosión subsecuente removió la roca de la capa superior. La datación en marcas de fisión de Apatita indica aproximadamente 5 kilómetros de denudación entre 80 y 60 millones de años. Se encuentra asociado al Complejo Doros.

## Pictografías

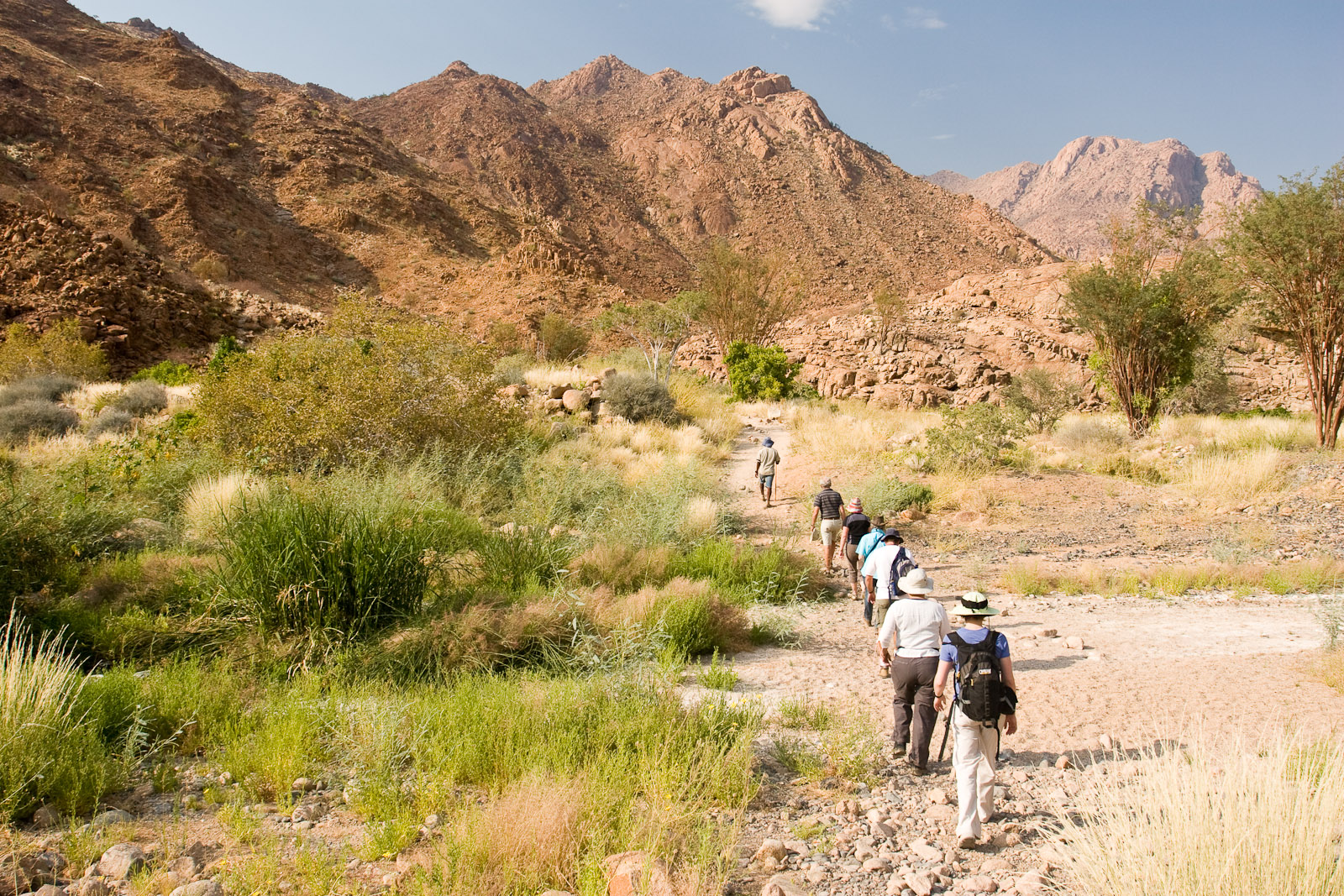
Senderismo en Brandberg, cerca de Uri hacia el sitio de la Dama de Blanco

La Montaña Brandberg es un sitio espiritual de gran significado para las tribus San (Bosquimanos). La gran atracción turística es la Dama de Blanco, que se encuentra en la superficie de una roca junto a otras obras de arte, bajo un pequeño alero rocoso en la quebrada de Tsisab, justo a los pies de la montaña. La quebrada tiene más de 1000 aleros rocosos, así como más de 45.000 pinturas rupestres identificadas.
Para llegar a la Dama de Blanco es necesario una caminata de alrededor de 40 minutos sobre un terreno agreste, a lo largo de antiguos cursos de agua que llegan hasta la montaña.
Las partes más alta de la montaña contienen centenares de pictografías en roca, muchas de las cuales han sido laboriosamente documentadas por Harald Pager, quien hizo miles de copias a mano. El trabajo de Pager fue póstumamente publicado por el Instituto Heinrich Barth, en una serie de seis volúmenes Pintruras rupestres del alto Brandberd (Rock Paintings of the Upper Brandberg) editado por Tilman Lenssen-Erz.

## Vida silvestre

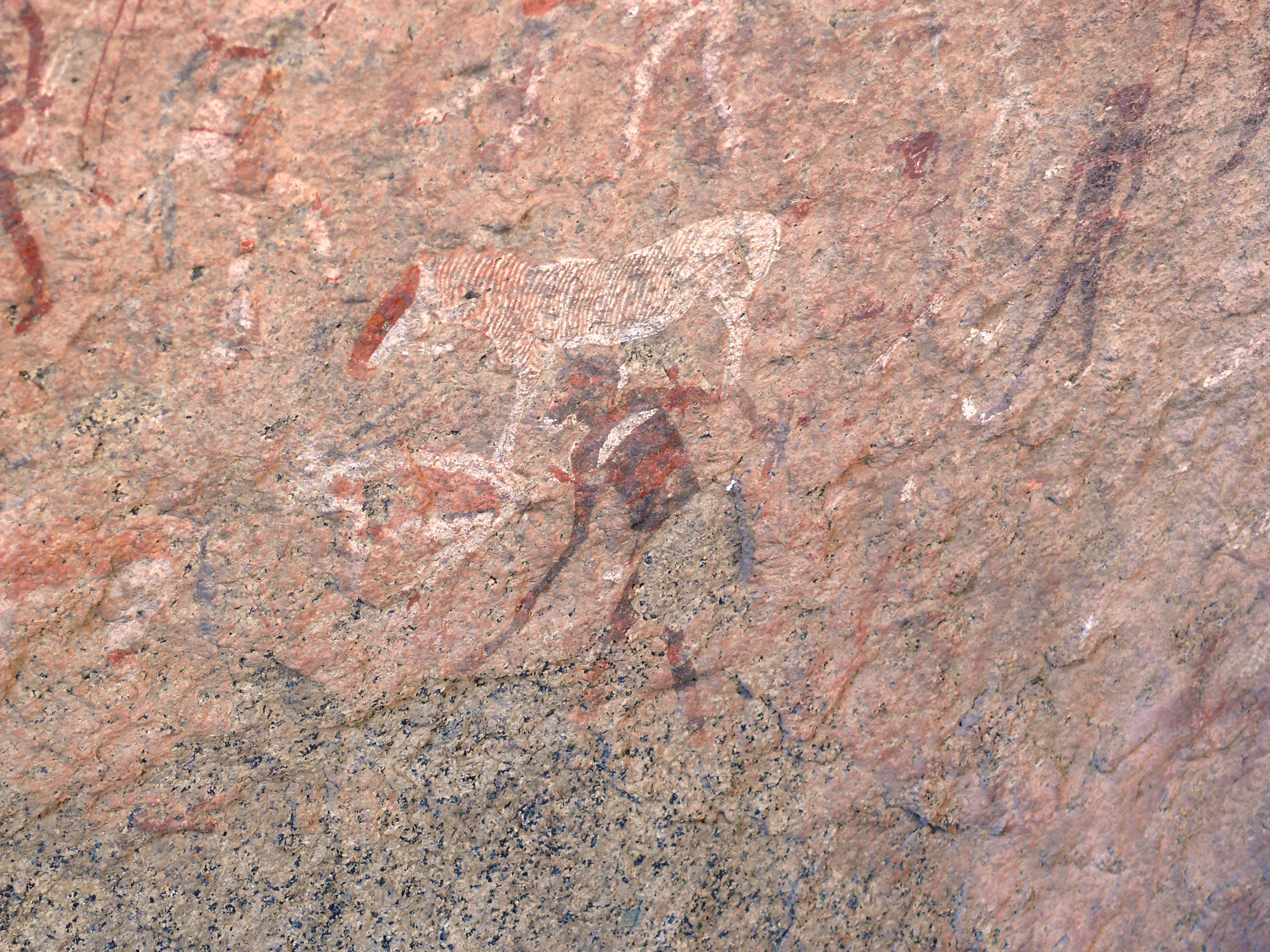
Imagen humana junto a un Cuága, especie extinta, próximo al sitio de La Dama de Blanco en Brandberg

Brandberg es también el hogar de una interesante flora del desierto. Damaraland es conocido por sus grotescas aloes y euforbias y la región alrededor de la montaña no es una excepción. El área tiene mucha plantas y árboles con una apariencia alienígena, debido en parte a las extremas condiciones climáticas.  
Esta área está deshabitada y salvaje, es muy árida y encontrar agua puede ser muy difícil e incluso imposible. Las temperaturas en verano llegan normalmente sobre los 40 °C. 
A pesar de ello, el área del Brandberg es el hogar de una gran diversidad de vida silvestre. El número de animales es reducido porque ésta no puede soportar grandes poblaciones. De cualquier forma, muchas de las especies del desierto que se encuentran en Nambia se encuentran presentes y muchos de los visitantes del área podrían deslumbrarse con la morada de un elefante o la presencia de rinocerontes negros. 
Un nuevo insecto de la taxa Mantophasmatidae (saltamontes) fue descubierto en estas montañas el año 2002.
La fauna de escorpiones en el macizo de Brandberg es probablemente el más rico en el sur de África.

## Flora de Namibia

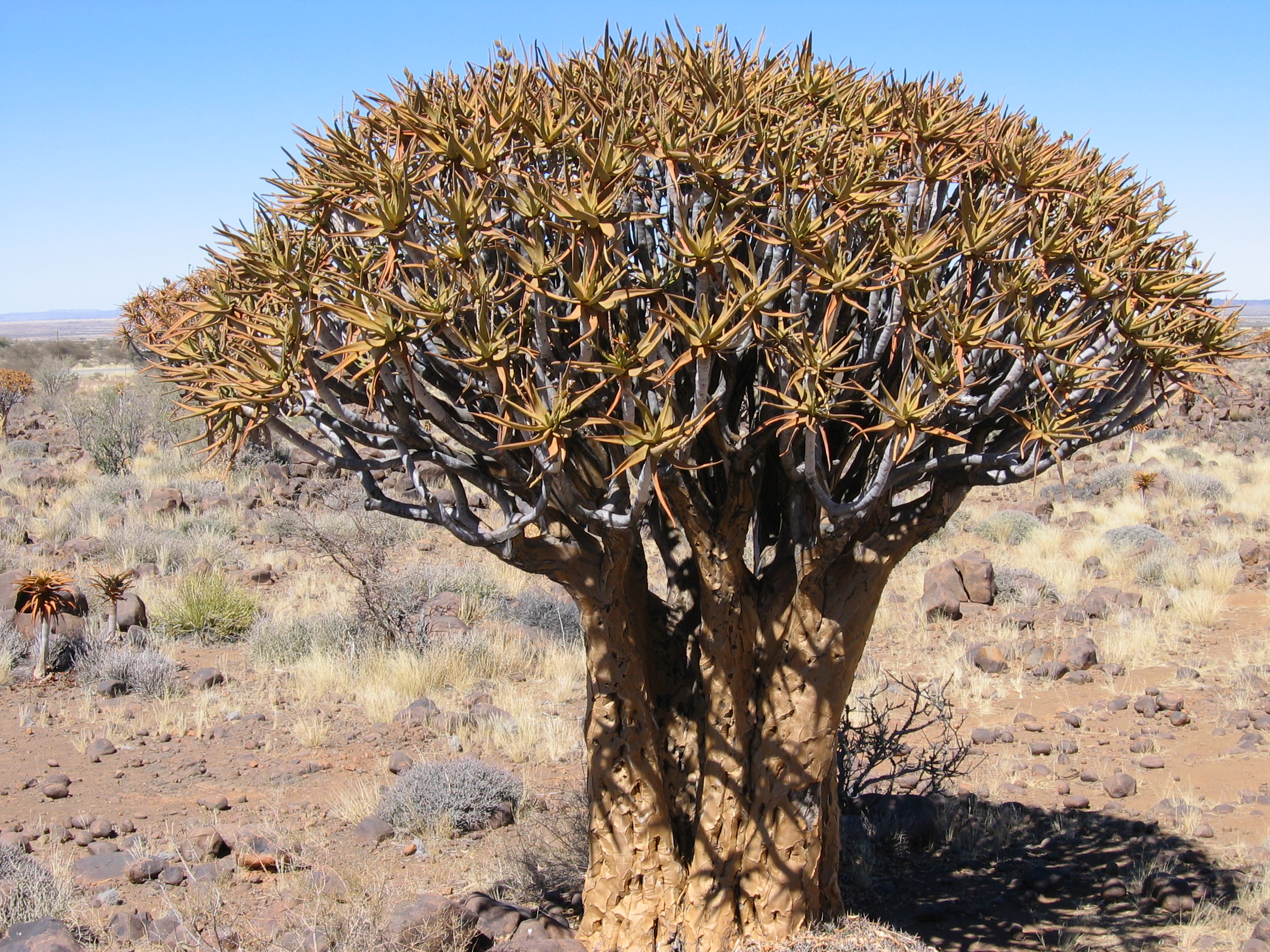
Aloe dichotoma, especie típica de Namibia

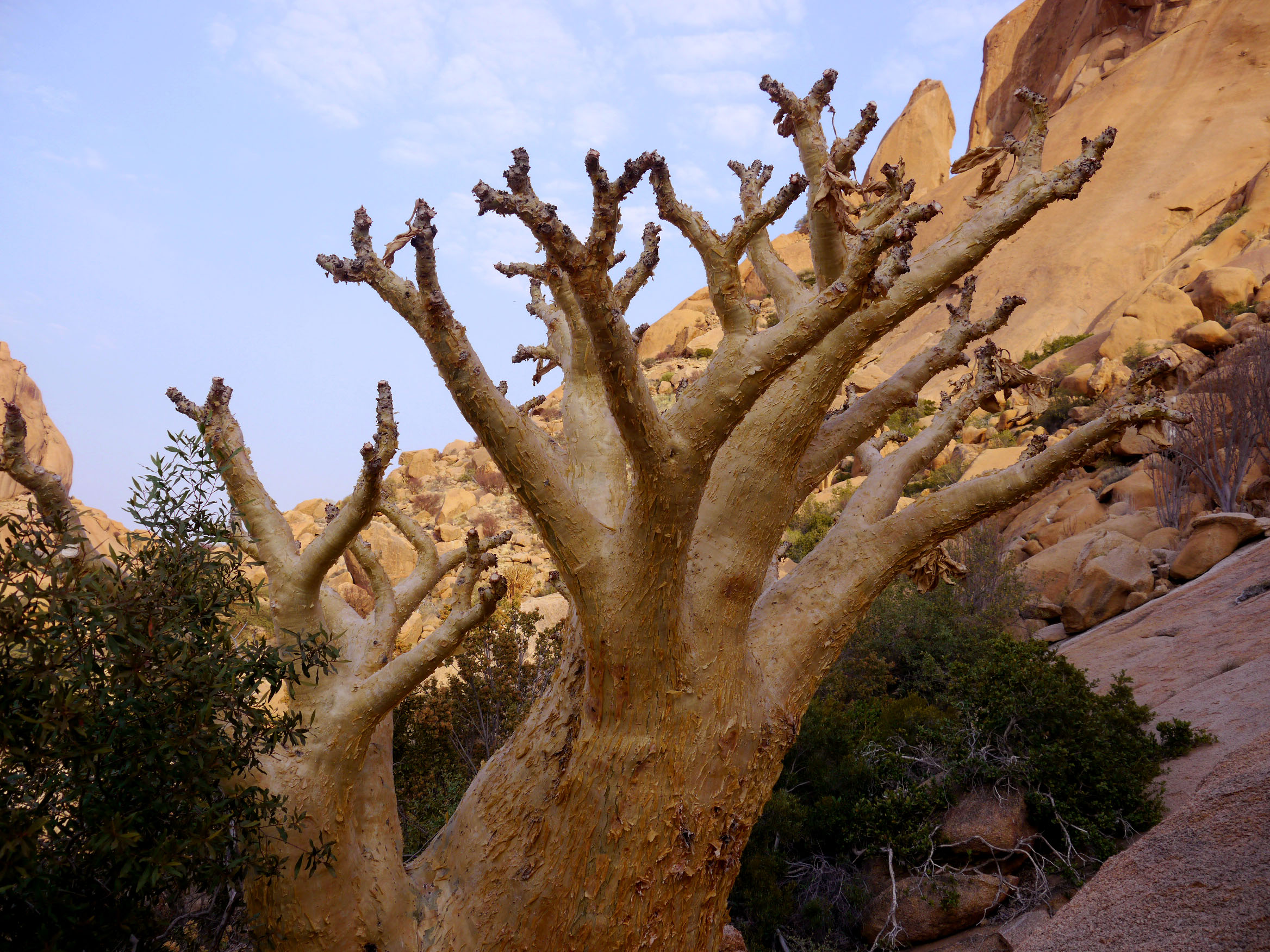
El llamado árbol de la manteca

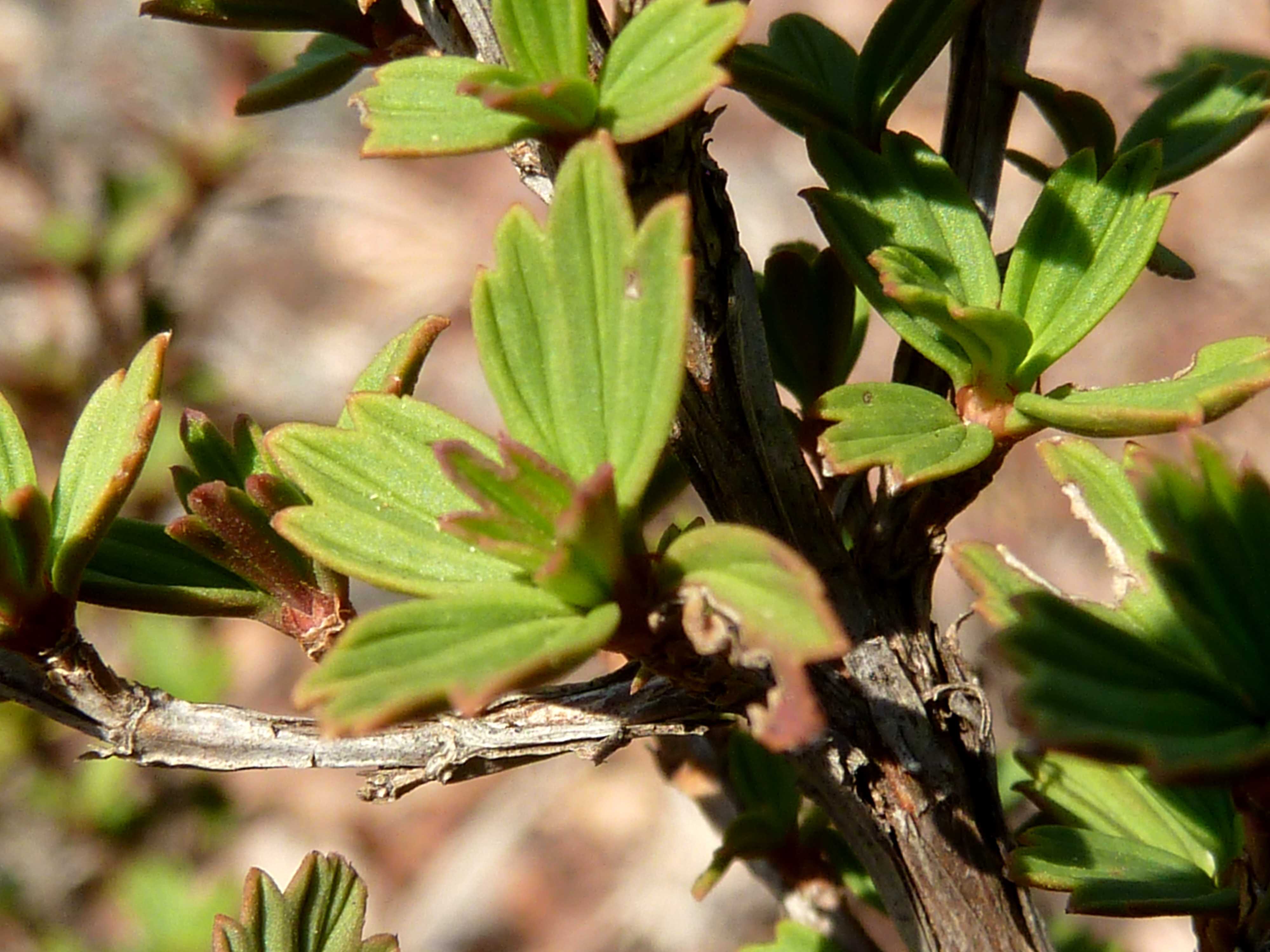
El llamado arbusto de la resurrección

La montaña Brandbergh se encuentra inserta en la región florística Karroo-Namib y también algunos miembros de la flora del Cabo se encuentran aquí representados.
Una lista con 357 especies fue publicada el año 1974 por el botánico sueco Rune Bertil Nordenstam, estableciendo que 11 taxa son endémicos de Brandberg, adicionalmente, hay más de 28 especies endémicas del elemento Kaoko. Un grupo importante y significativo de especies están desconectadas con la región florística Karroo-Namib ubicada más al sur y la parte árida del noreste de África. Esto parece ser remanentes de un hipotético corredor árido que uniría las dos áreas.

Especies más destacadas
- Aloe dichotoma es uno de los árboles más conocidos de Namibia y una de las más grandes suculentas en esta montaña, excediendo los 5 metros de altura. No es frecuente encontrar algunos ejemplares en la parte superior de las laderas que dan al sur.

- Cyphostemma currorii es otra de las grandes suculentas llamada 'árbol de la manteca', pertenece a la familia de las uvas y se encuentra diseminada en la montaña.

- Myrothamnus flabellifolius es el llamado 'arbusto de la resurrección' debido a su facilidad para reverdecer después de las lluvias. Común en las laderas más altas y de la cual se puede hacer té para los resfríos y dolencias respiratorias.

- Olea europaea subsp. africana. Llamada también 'olivo africano' u 'olivo silvestre'. No se encuentra normalmente asociada a regiones áridas, solo se conoce en la cumbre de Königstein.

Especies endémicas de Brandberg
•	Euphorbia monteiroi subsp. brandbergensis es una especie tóxica suculenta vascular que se encuentra en las partes más altas. Ocasionalmente ramoneada presumiblemente por damanes
•	Plumbago wissii posee flores rosadas.
•	Hermannia merxmuelleri era anteriormente conocida solo para el valle de Tsisab valley,  y es poco frecuente en el género posee una cápsula con cresta parecida a la especie americana Hermannia visible a partir de las lluvias de verano en la región. 
•	Othonna brandbergensis descubierta por B. Nordenstam el 29 de mayo de 1963.
•	Hoodia montana
•	Mentha wissii
•	Ruellia brandbergensis
•	Felicia gunellii
•	Nidorella nordenstamii
•	Pentzia tomentosa
•	Scirpus aciformis
•	Scirpus hystricoides

## Patrimonio de la Humanidad
El área del Monumento Nacional Brandberg fue incorporado a la lista del Patrimonio de la Humanidad de UNESCO, en la lista tentativa el 3 de octubre de 2002 en la categoría mixta (cultural y natural).